# NYV
Mirella Nyvinne Pinternagel, dite NYV (ou Nyvinne avant 2019), née le 6 mars 1997 à Luxembourg, est une auteure-compositrice-interprète 
française qui a déménagé en Italie quand elle était jeune,,,.
Elle connaît ses premiers succès internationaux avec le titre Per favore publié en 2020, qui a reçu un disque d’or de certification
et faisait partie de la bande originale de la série télévisée Le Goût de vivre, et avec le single Borderline produit en 2022 par Bob Sinclar.

## Biographie
Mirella Nyvinne Pinternagel est née au Luxembourg le 6 mars 1997 prenant la nationalité française.
Elle a une famille multiethnique avec plusieurs frères et sœurs, en effet sa mère est marocaine, son père est italien et son grand-père est allemand. À la suite de sa famille, elle déménage à Trieste à l'âge de 2 ans s'installe à Domodossola (nord de l'Italie),.
En grandissant, elle a continué à parler couramment le français, ainsi que l'italien, considérant ses origines multiculturelles comme une source d'enrichissement.
Après l'école obligatoire, elle se consacre entièrement à la musique. À partir de 2013, à l'âge de 16 ans, elle fréquente l'association de formation artistique "La Gatta e la Volpe" à Verbania, où les professeurs sont impressionnés par son talent naturel.
Ensuite elle s'installe à Cormano (près de Milan) et fréquente l'école de chant et de musique VMS dirigée par Loretta Martinez à Milan.
Maintenant elle est basée à Paris.

### Débuts avec les chansonsSpreco personale,Io ti pensoetBlues d’alcool
NYV a obtenu l'une des premières reconnaissances importantes de son talent en novembre 2016 à l'occasion du concours de chant Area Sanremo 2016, où elle a été sélectionnée parmi les finalistes et a remporté une bourse offerte par Believe.
Pourtant, le moment fondamental et inattendu pour le début de sa carrière est lorsqu'elle est remarquée, en 2017, lors des auditions de FIAT MUSIC organisées à Sanremo, par le journaliste et critique musical Red Ronnie (it). Il invite NYV à présenter une de ses chansons, même si elle n'était qu'à l'audition pour accompagner le chanteur Nicola Di Trapani à la guitare.
NYV propose donc l'une de ses chansons inédites, Blues d'alcool, qu'elle a écrite en 2016, l'interprétant avec une technique de guitare percussive et un beatbox à la trompette, suscitant une réaction enthousiaste de Red Ronny et de son collaborateur à la direction artistique, le musicien et compositeur Fausto Mesolella (it).
En 2017 NYV rencontre les représentants de Sugar Music, qui sera son label jusqu'en 2021.
Dans les années 2017-2019, elle participe à des concours de chant italien et européen, et publie ses premières chansons.
Le 15 décembre 2017, après avoir été sélectionnée par une commission musicale, elle participe à la finale du concours Sanremo Giovani 2017,
, proposant la chanson Spreco Personale
, écrite et composée par elle et produite par Marta Venturini.
Blues d'alcool, la chanson avec laquelle elle s'était fait connaître aux auditions de FIAT MUSIC, est publiée le 11 mai 2018.
Le 17 août 2018, elle sort la reprise Nessuno mi può giudicare, dans l'album Beats from the Lido.
Ensuite, le 7 décembre 2018, NYV sort la chanson Io ti penso, accompagnée d'un clip vidéo. La chanson a été écrite et composée par NYV, avec la participation des auteurs Alessandra Flora (it) qui a coécrit la partie musicale et Fausto Cogliati.
Avec cette chanson, elle se produit à Sanremo Giovani 2018 les 20 et 21 décembre.
Elle arrive à la troisième place d'une des deux dernières soirées, après les chanteurs Mahmood et le groupe La Rua (it).
Grâce au résultat obtenu à Sanremo Giovani 2018, elle a été sélectionnée pour participer au Sanremo Giovani World Tour, qui elle a permis de se produire lors d'une tournée mondiale sur les cinq continents dans les villes de Tunis, Tokyo, Sydney, Buenos Aires, Toronto, Barcelone et Bruxelles.
Le 3 novembre 2018, elle représente le Luxembourg en demi-finale du concours européen 26th North Vision Song Contest, avec la chanson Spreco personale.

### Participation au télé-crochetAmici
Au cours des années 2019-2020, NYV participe au télé-crochet italien Amici di Maria De Filippi.
Elle est admise, première parmi les chanteuses, à la phase finale du programme, diffusée en direct dans les épisodes du soir.
NYV conclut sa participation en se qualifiant troisième parmi les chanteurs et reçoit deux prix, de 30000 euros et 7000, respectivement du sponsor TIM et du sponsor Marlù du programme.

## Vie privée
NYV se décrit comme une personne très introvertie. Elle a également déclaré qu'elle était une personne très privée.

« Je préfère me concentrer sur ce que j'écris, ce que je chante, ce que je joue, ce que je pense et ce que je ressens je veux dire aux gens, plutôt que ce que j'ai fait hier soir, ce que je ferai demain. Ma personne doit se libérer de mon projet artistique. Je crois fermement en cette chose, surtout à un moment où les gens sont beaucoup plus au centre de l'attention que la musique. »

## Discographie

### Albums studio
Le 20 mars 2020, elle sort l'album Low Profile en version numérique, qui contient 10 chansons.
Le titre de l'album Low profile représente la vision de NYV qui se concentre sur la musique et les chansons plutôt que sur l'interprète.
Elle est l'unique auteur de 7 chansons du disque et coauteur des 3 autres, en effet les thèmes abordés tournent autour d'expériences directes ou très proches de la chanteuse. Blues d'Alcool a été écrit en 2016, tandis que Sincere est la deuxième chanson écrite par NYV dans sa vie. Dans la chanson Padre, elle parle de son expérience personnelle.
La chanson Per favore a eu le plus grand succès commercial parmi les morceaux de l'album, obtenant la certification or. La vidéo de Per favore est sortie le 22 octobre 2020.
La chanson a été utilisée dans la bande originale des épisodes 1 (First tastes) et 8 (Aftertastes) de la série From Scratch produite par Netflix, sortie le 21 octobre 2022, qui a atteint la première position parmi les plus vues aux USA le 30 octobre sur la plateforme Netflix.
2021 : Low profile (Sugar Music)
| 1.    | Per Favore     | 2:47 |
| 2.    | Blues d'Alcool | 3:28 |
| 3.    | Noia           | 2:38 |
| 4.    | A Malapena     | 3:07 |
| 5.    | Banlieue       | 2:42 |
| 6.    | Padre          | 2:34 |
| 7.    | Tre Sillabe    | 2:57 |
| 8.    | Personne       | 2:26 |
| 9.    | Sincero        | 3:10 |
| 10.   | Io ti Penso    | 3:52 |
| 29:44 |                |      |

NYV annonce en 2023 la sortie d'un nouvel album. Le premier morceau de l'album, Comme ceux qui s'aiment, est dévoilé et joué par NYV à la radio en mars 2023 et il est sorti officiellement le 26 janvier 2024, accompagné d'un clip,. D'autres chansons de l'album sont la reprise de Mamy Blue, sortie le 15 novembre 2024 avec un clip vidéo qui reprend des moments de son enfance passée avec sa mère,, et Danse sur ma peau, sortie le 28 février 2025. Aperçus de ces chansons sont interprétées par NYV en première partie de plusieurs concerts de la tournée Carnet de Voyage de Christophe Maé, en 2023 et 2024,,.

### Singles
- 2017: Spreco personale
- 2018: Blues d'alcool
- 2018: Io ti penso
- 2022: Borderline
- 2024: Comme ceux qui s'aiment
- 2025: Danse sur ma peau

#### Borderline
Le 13 mai 2022, elle sort le single Borderline, produit par Bob Sinclar. La sortie du single était accompagnée d'un clip vidéo.
Le 7 juin 2022, il sort la vidéo d'une version acoustique de Borderline. Par la suite, deux remix de Catz 'n Dogz et Dario D'Attis sortent.
Cette chanson est le résultat d'une collaboration qui a débuté en 2021, avec un contact entre NYV et Bob Sinclar via le réseau social Instagram suivi de l'envoi à Bob Sinclar d'une démo voix et guitare, écrite avec Elisa Marcacci.
Par la suite, NYV signe avec le label de disques Yellow Productions, dont Sinclar est l'un des fondateurs.

### Reprises
- 2017: Comme un bateau de Indila[40]
- 2017: Un'estate fa (Une belle histoire) de Franco Califano, Michel Fugain and Pierre Delanoë[41]
- 2018: Nessuno mi può giudicare de Caterina Caselli, dans le compilation Beats from the Lido
- 2024: Mamy Blue

### Collaboration, featuring et production
- 2020: Cerotti sul cuore de Francesco Sole dans l'EP Così è l'amore - NYV: collaboration à l'écriture
- 2021: Bloody break up de Mondo Marcio dans l'EP My beautiful bloody break up - NYV: refrain
- 2021: Nel dubbio/Niente Selfie/Strabismo/Brianza de Domenico Vena dans l'EP Sui trenta - NYV: collaboration à l'écriture e à la composition de l'EP
- 2022: Come noi de Neno - NYV: basse, guitare, percussions, clavier, production, composition et collaboration à l'écriture
- 2022: Giorni migliori de Mondo Marcio dans l'EP Magico - NYV: refrain
- 2023: France de Jamil Baida (it) dans l'album Flow - NYV: refrain et collaboration à l'écriture
- 2023: LEI de Jamil Baida (it) dans l'album Flow - NYV: basse, guitare, chœurs et collaboration à la production et à l'écriture
- 2023: Monolocale de Neno - NYV: instruments, composition et collaboration à la production
- 2023: Je m'en vais de Chiloo, version acoustique, clip vidéo - NYV: basse[42]
- 2023: Mieux à deux de Chiloo, version acoustique, clip vidéo - NYV: piano[43]
- 2023: Bah Ouais de Chiloo, session live - NYV: clavier[44]
- 2023: Au bord de la mer de Chiloo - NYV: arrangement
- 2023: Nuda de Neno - NYV: collaboration à l'écriture et à la production[45]
- 2023: Re di Cuori de Yosef - NYV: collaboration à l'écriture[46]
- 2024: Colissibeau de Yosef - NYV: collaboration à l'écriture[47]
- 2025: Autant/Liens du cœur/Plus facile/Un an à peine de Vanille Clerc dans l'album Regarde - NYV: collaboration à l'écriture[48],[49],[50],[51]